# Tactik
 (janvier 2015).
Si vous disposez d'ouvrages ou d'articles de référence ou si vous connaissez des sites web de qualité traitant du thème abordé ici, merci de compléter l'article en donnant les références utiles à sa vérifiabilité et en les liant à la section « Notes et références ».
Tactik est une série télévisée jeunesse québécoise en 596 épisodes de 24 minutes créée par Vincent Bolduc, Alex Veilleux et Jean-François Nadeau, diffusée entre le 5 janvier 2009 et le 12 décembre 2013 sur Télé-Québec,. La série est parfois considérée comme un remplacement de l'ancienne série télévisée à succès Ramdam.
La série met en vedette un groupe de jeunes acteurs relativement inconnus, dont Frédérique Dufort, Pier-Luc Funk (les deux acteurs principaux du film Un été sans point ni coup sûr), Benjamin Chouinard (Kaboum), Alexandre Bacon, Laurence Carbonneau ainsi que Jean-Carl Boucher (1981). Frédéric Pierre, Stéphane Crête, Micheline Bernard, Valérie Blais, Guy Jodoin (remplacé par Luc Bourgeois dans la troisième saison), Sophie Cadieux et Vincent Bolduc (principal créateur de la série) partagent également la vedette. La plupart des adolescents de la série, principaux ou récurrents, ont pu démarrer leur carrière grâce à leur rôle dans la série.
Tactik est l'une des séries jeunesse les plus regardées de Télé-Québec après Ramdam. Elle a déjà récolté neuf récompenses et sept nominations aux Prix Gémeaux. Dès les deux premières saisons, sur le site web de la série, un « championnat » permettait aux participants de rencontrer les comédiens de la série ou de remporter plusieurs surprises liées à la série. Depuis la troisième saison, plusieurs capsules vidéo (filmées par Jean-Carl Boucher) se trouvent sur le site. Des concours sont également nombreux sur le site. Depuis la quatrième saison, le site de Tactik possède un blogue animé par Maxime Desbiens-Tremblay (Ramdam).
Après cinq saisons, Télé-Québec a annoncé que la sixième saison serait la dernière et qu'elle serait diffusée du 9 septembre au 12 décembre 2013. Cette série est remplacée par Subito texto, une autre série télévisée jeunesse québécoise. Contrairement aux précédentes saisons, les épisodes de la saison 6 étaient diffusés de lundi à jeudi. Celui le vendredi est remplacé par Dis-moi tout.
Tactik est rediffusé sur la chaine Unis à partir du 2 avril 2018 à 17 h.

## Synopsis
Des préadolescents (mais ils grandissent à chaque saison) qui vivent leur vie à travers plusieurs petites épreuves, une rivalité entre deux équipes de soccer, l'Épik (équipe de garçons) et l'Unik (équipe de filles), qui ont comme entraîneur Reda Batiste, et les Crampons qui ont comme entraîneur Rick Vallières. Six personnages principaux : Rose la rebelle, Samuel le leader, Carl le sportif, Dalie la fonceuse, Théo le rassembleur et Diego le rêveur.

## Distribution
- Pier-Luc Funk : Samuel Langevin
- Benjamin Chouinard : Théo St-Cyr
- Frédérique Dufort : Dalie Desmarais-Rondeau
- Jean-Carl Boucher : Diego Molina
- Shanelle Guérin : Béatrice Boutin
- Alexandre Bacon : Mikaël Vesko (saisons 1 à 4)
- Laurence Carbonneau : Rose Boucher
- Aliocha Schneider : Carl Bresson
- Marie-Ève Beauregard : Nicole Bourget-Bergeron
- Frédéric Pierre : Reda Baptiste
- Stéphane Crête : Rick Vallières
- Laetitia Isambert-Denis : Lorane Quesnel
- Gabrielle Fontaine : Camille Paradis
- Tania Lapointe-Dupont : Marie-Abeille Levasseur
- Cynthia Wu-Maheux : Marie-Sylvaine Labrie
- Marie-Lyse Laberge-Forest : Jeanne St-Onge
- Kathleen Garcia-Manjarres : Chastity Gomez-Baker
- Raphael Grenier-Benoît : Maxime-Olivier (saison 2)
- Pierre-Paul Alain : Philémon Delorme
- Maude Carmel-Ouellet : Clémentine Delorme
- Laurence-Anaïs Belleville : Céleste Cardinal
- Marie Turgeon : Delphine Renzetti
- Antoine DesRochers : Henri Dumais
- Ève Duranceau : Clarisse McPhee
- Pascale Montpetit : Marie-Maude Morand
- Jean-Luc Terriault : Mathis Bresson
- Léa Roy : Zoé Rouleau
- Marianne Verville : Marjorie Valois
- Patrick Goyette : Michel Galipeau (saisons 2-3)
- Chloé Rocheleau : Émilie Clermont
- Jeff Boudreault: Jean-Rémi Miville
- Antoine Olivier Pilon : Jérémy Miville
- Thomas Vallières : Maxime St-Hilaire
- Émilien Néron : Xavier Bourget
- Carla Turcotte : Annabelle Simard
- Kalinka Pétrie : Audrey
- Rémi Goulet : Antony Simard
- Derek Martin : Jonathan Edmond

### Famille
- Marcelo Arroyo : Manuel Molina
- Guillermina Kerwin : Eva Molina
- Vincent Bolduc : Jeff St-Cyr
- Sophie Cadieux : Sophie Kazanas
- Micheline Bernard : Suzanne Langevin
- Sasha Charles : David Langevin
- Valérie Blais : Jocelyne Rondeau
- Nan Desrochers : Frida Desmarais-Rondeau
- Guy Jodoin : Luc Desmarais (saisons 1-2)
- Luc Bourgeois : Luc Desmarais (saisons 3-4-5-6)
- Marie-France Lambert : Simone Grenier
- Denis Mercier : Yoland Langevin
- Marie-Thérèse Fortin : France St-Cyr
- Emmanuel Bilodeau : Claude Boucher
- Vincent Graton : Vlad Vesko
- Marco Ramirez : Jose Molina (saison 3)
- Anne-Marie Cadieux : Mireille Dugal
- Stephane Demers : Jean-Hugues Bresson
- Évelyne Rompré : Mélanie Dumais
- André Robitaille : Christian Leblanc

### Invités
- Mylène St-Sauveur : Ariane Robillard
- Vassili Schneider : Francis (saison 3)
- Guillaume Lemay-Thivierge : Troy Lacaille (saison 3)
- Patrick Leduc : lui-même (saison 3)
- Marie-Claude St-Laurent : Lydia (saison 4)
- Miro Belzil : Pelchat
- Renaud Paradis : Pascal Paquette (saison 6)
- Frédérick Lemay : Lévy
- Ludivine Reding : Dideline

## Fiche technique

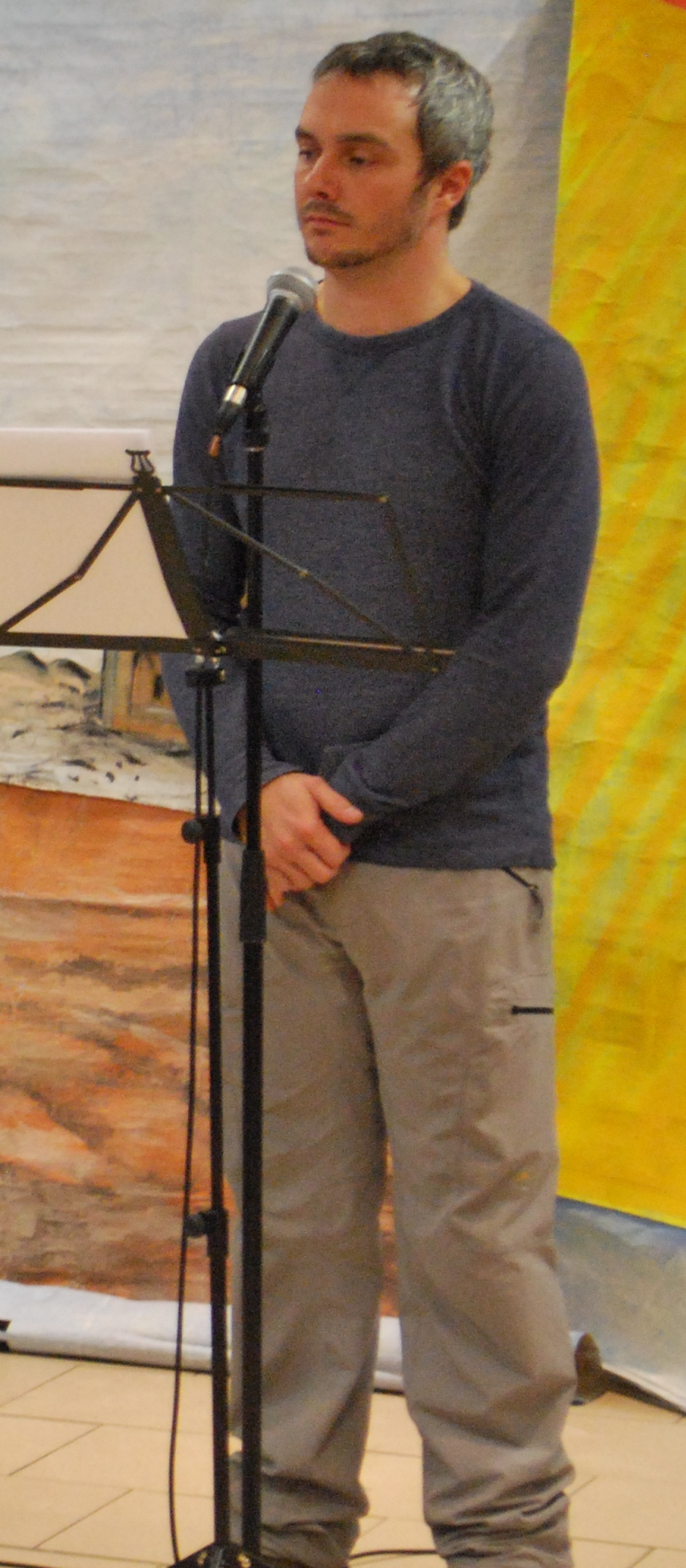
Vincent Bolduc est un des concepteurs ainsi qu'un personnage récurrent (Jeff) de la série.

- Concepteurs et scénaristes : Vincent Bolduc, Alex Veilleux
- Collaborateur au développement et auteur : Jean-François Nadeau
- Directeur artistique : Jean Babin, Michel Marsolais
- Monteurs : David Di Francesco, Isabelle Levesque, Pascal Bélanger
- Musique originale : Christian Cusson
- Costumes : Valérie Gagnon-Hamel
- Réalisateur-coordonnateur : Stephan Joly
- Réalisateurs : Michel Berthiaume, Claude C. Blanchard, Sylvio Jacques, Stephan Joly, Pierre Houle, Richard Lahaie
- Producteur nouveaux médias : Nicholas Vachon
- Productrice au contenu : Dominique Gagné
- Productrice déléguée : Marie-Soleil St-Michel
- Productrice : Francine Forest
- Producteur exécutif : Jean-Pierre Morin
- Production : Vivaclic I — Québec, 2008-2010

## Épisodes

### Première saison (2009)
1. Jour d'inscription
2. Samuel s'emmêle !
3. Vérité ou conséquence
4. L'arrivée des reines
5. Le baptême triple
6. Soupers en tête-à-tête
7. Comme si c'était fait
8. Le bazar fait bien les choses
9. La guerre du silence
10. Le souffle des bisons
11. Passion impossible
12. Stratégies d'attaque
13. Reconnexions
14. Un nouveau kick ?
15. Première victoire de l'Épik
16. Garder le secret
17. Sous pression
18. Pris en sandwich !
19. Rebonds
20. Le début de la fin ?
21. Alliances nouvelles
22. La monnaie de sa pièce
23. Faux départ
24. La voix de Théo
25. L'Épik contre-attaque
26. Oracles et furies
27. Rôle secondaire
28. Défense de nourrir les animaux
29. Kick Mik
30. L'Épik a gagné !
31. Orgueil et échappées
32. Les arts, c'est du sport !
33. Coup d'épée dans l'eau
34. Oh, capitaine ! Mon capitaine !
35. L'heure des comptes
36. Je hais les dimanches !
37. Sami et ses drôles de dames
38. Expédition à Lac-aux-Bernaches
39. Tu veux ma photo ?
40. Épik/Crampons, prise 2
41. Comme un roman
42. Le cadeau
43. Un de perdu
44. Serment d'allégeance
45. Vive Théo libre !
46. Je t'aime, moi non plus
47. À qui le C ?
48. Ce n'est plus un rêve…
49. Perdus et retrouvés
50. Changer d'air
51. À plein nez
52. Surprises et méprises
53. Dans le fond…
54. Les petits services
55. Comme un gars
56. De gré ou de force
57. Le casse-tête de casser
58. Les pots cassés
59. Telle mère, telle fille
60. Jeux de confiance

### Deuxième saison (2009-2010)
1. Ça allait trop bien
2. Se faire son cinéma
3. Le tapis rouge de nos amours
4. Retenez-moi quelqu'un !
5. Abandons
6. Debout Samuel !
7. Ça déménage !
8. Et si j'avais un père…
9. Une dent contre Lorane
10. Manigances et stratégies
11. Trois petits tours…
12. Beau parleur, gros menteur
13. Pouding chômeur et fôret-noire
14. Kicks et «kickous»
15. peinturés dans un coin
16. Sorties de garde-robe
17. L'argent fait le bonheur !
18. Comptes pour tous
19. Méchante gentillesse
20. Trouver sa place
21. Une famille vivante
22. Les pieds dans les plats
23. L'art de la guerre
24. La première fois
25. La bonne tactique
26. Rumeurs et ragots
27. Viva Argentina
28. Pleine lune sur Valmont
29. Amour et vers rigoureux
30. Une médaille, un bonsaï, et une aubergine
31. Lancelot, mon amour
32. Finis les folies
33. Dérives de rivales
34. Les vrais gagnants
35. Crevé… ou dégonflé ?
36. Moi ? Ou l'autre ?
37. Typiquement local
38. Dring ! Dring !
39. À l'amour comme à la guerre
40. Belle et rebelle
41. Une famille élargie
42. Soccer, secrets et tam-tam
43. Sujets sensibles
44. Tête-à-tête
45. Le grand départ
46. Diversions
47. Héros caché
48. Action !
49. À l'ouest de Valmont
50. La liste
51. Opération séduction
52. À l'affiche près de chez vous !
53. La vie en Rose
54. La chèvre et le chou
55. L'honnêteté, ça paye !
56. C'est qui, elle ?
57. L'amour rend aveugle
58. C'est pas un cadeau
59. Langevin… t à Noël
60. Simplicité bien involontaire
61. Entre l'arbre et l'écorce
62. 2000 tomates
63. Inattendu, incongru et inespéré
64. Toujours trop jeune !
65. Théâââtre !
66. Minute, mammouth !
67. Raymond
68. Ma vie est une bande dessinée
69. Le vol
70. Nouveau décor
71. Un graffiti qui marque
72. Chez nous c'est chez vous
73. Défense d'afficher !
74. À parts égales
75. Les sauveurs
76. Samuel contre les zombies
77. Problèmes de ménage
78. Marcher sur des œufs
79. Quand la mère s'en mêle
80. Le Robin des boîtes
81. D'échecs en déchets
82. Les agents zéro
83. Extinction des feux
84. Casse-Partout
85. Un retour attendu
86. Boules noires, billet rose
87. Fais-moi un destin !
88. Orgueil et façade
89. La moustache
90. Haut les cœurs !
91. L'Épik est mort, vive l'Épik !
92. Tels pères…
93. Le bonheur des autres
94. Fraternité douteuse…
95. Tu cours après quoi ?
96. Les yeux dans les œufs
97. Besoin de leçons
98. L'esprit de famille
99. Djembé et pirate d'eau douce
100. Quand le sort s'acharne
101. Dalie et ses hommes
102. Rencontre «d'une» troisième type
103. À la recherche de la vérité perdu
104. Rôle de décomposition
105. Le retour de Reda
106. Père rétrogradé
107. Charité bien ordonnée
108. Fièvres et fuite
109. Différences irréconciliables
110. Robuste virilité
111. Questions sans réponses
112. Party à la carte
113. Les liaisons dangereuses
114. De pire en pire
115. Tous les garçons et les filles de notre âge
116. Toute vérité est bonne à dire
117. Putsch et plage
118. Conquêtes et jalousie
119. Les monoparentaux
120. Un nouveau départ

### Troisième saison (2010-2011)
1. Lendemain de veille
2. La vie sans Rose
3. Les aveux…
4. De l'orage dans l'air
5. Ça passe… ou ça casse!
6. La sacoche maudite
7. Terrain glissant
8. Frousses pour tous
9. Tonton Rick
10. Ce n'est qu'un au revoir
11. Les colocs
12. Cours, Théo, cours
13. Béa thérapeute
14. Indigestion de mensonges
15. Camping sauvage
16. Double jeu
17. Les envahisseuses
18. Annonces publiques
19. Qui va à la chasse perd sa place
20. L'énigme du triangle sacré
21. Arrive en ville
22. Jeux d'rôles
23. Promis, juré|
24. Les pots de colle
25. Histoire d'un soir chez les Langevin
26. Besoin d'un coup de main ou…
27. C'est pas moi, c'est elle
28. Interdit!
29. La honte
30. À la gloire des vainqueurs
31. Difficile fin d'été
32. Où est Rose?
33. Quelques claques
34. J'aurais voulu être un artiste
35. Chez nous? Ou chez eux?
36. Bulles, ballons et ballounes
37. Rose De Vinci
38. Rick et ses amis
39. Le bal des éclopés
40. Les visiteurs
41. Journée portes ouvertes
42. Un grand-père dans le sirop
43. À la porte!
44. Le souper de la dernière chance
45. Peur d'avoir peur
46. Valmont
47. Abus de pouvoir!
48. J'ai cloné mon père
49. Va-et-vient
50. Chanteur de pomme
51. Territoires
52. Des héros et des zéros
53. Pince-sans-rire… pantoute
54. Mettre sa vie sur pause
55. Réalité et friction
56. Maître de jeu
57. Dans le décor
58. La guignolée!
59. Cantique pour Lorane
60. Magie de Noël
61. Bonne année quand même
62. Travaux forcés
63. Les plus belles intentions
64. L'attaque de Fléo
65. La prophète de joie
66. Être choisis ou pas
67. Coucou c'est moi
68. Mauvaise passe
69. Triangle pas amoureux
70. Inspire, expire…
71. Stupeur et déception
72. Ma théorie de l'évolution
73. La loi de la jungle
74. J'ai mon voyage!
75. Dans de beaux draps
76. Chez le psy
77. Lulus, perles et fondue
78. Quelque chose à déclarer?
79. Achat/rachat
80. Le coup du destin
81. Pas vu, pas su
82. Faire et avoir la paix
83. Un peu, beaucoup, passionnément…
84. Diego et Juliette
85. Serpent et écueils
86. Je t'attendrai
87. Frapper un os
88. Marche avec moi
89. Écartelé
90. Écoute ton cœur!
91. Dessine-moi une couleuvre
92. Loin des yeux, loin du cœur
93. Journée plate idéale
94. Petits caractères et autres subtilités
95. Virtuellement vôtre
96. Crème glacée aux pépites… d'or!
97. Vaches et moutons
98. La mouche
99. Dompter la bête
100. Entre les deux mon cœur balance
101. Match amical?
102. Libres… et autonomes
103. De quoi je vais avoir l'air?
104. Courir sur place
105. Assemblage requis
106. La surprise est pour qui déjà?
107. Maurice
108. Dans la sueur et le feu
109. Sortie de gars
110. De père en galère
111. C'est ma place!
112. Le ver dans la pomme
113. Monstrueuse journée
114. La vérité
115. Les deux solitudes
116. Sous le soleil de Valmont
117. À qui la faute?
118. Temps double
119. Déménagements sans ménagement
120. Trois cents

### Quatrième saison (2011-2012)
1. La fille de l'autre
2. De l'étrange puis du mystère
3. On a toujours besoin d'un plus petit
4. Pour la cause
5. De deux chose l'une
6. Les filles à la rescousse
7. Étiquettes et tickets
8. Dalie + Derek
9. Trop ou pas assez
10. Curling extrême
11. Yvonne
12. Attention, cœur fragile
13. En déplacement
14. Tout écartelé
15. Langevin: mode d'emploi
16. Chaud ou froid?
17. Trop, c'est trop !
18. Dans mon livre à moi
19. Entre chèvres et chats
20. Raccourci vers un cul-de-sac
21. Barbe à papa
22. À l'épreuve de Carl
23. Un message dans une bouteille
24. Les absents n'ont pas toujours tort…
25. La séducation 101
26. Déconfiture à la Quesnel
27. BB pour Bratislav Bresson
28. Toi, moi, nous
29. Retours et ratages
30. Inquiétude sordide et injustifiée
31. Fuis moi, je te suis
32. Les aventures de Fléa
33. Jouer le jeu
34. Poutine blues
35. Note de passage
36. Qui perd gagne
37. Un survenant
38. Un ami imaginaire?
39. Un squelette dans le placard
40. Bad trip
41. Comme chez moi
42. Du cœur au ventre
43. Va donc chiller
44. Donne-moi des becs
45. Grands parleurs
46. Code à décoder
47. Réveille Diego !
48. À beau mentir qui vient de Valmont
49. Coup d'argent
50. À la pointe de l'épée
51. La tache
52. Sur une mauvaise note
53. Mirage
54. Dire et médire
55. Les bons bons légumes
56. Valise et vertige
57. SOS Dalie… Euh… Mali
58. Rechutes
59. De «En couple» à «C'est compliqué»
60. Explosion monstre
61. Les limites de l'humilité
62. As-tu perdu la boule?
63. Les vieux monstres
64. amitié avec un petit «a»
65. Nicole extrême
66. Quand la tirelire se casse
67. Zones de turbulences
68. Jwayé Nwel
69. Musique trad!
70. Défoncer l'année
71. Fugue en sol mineur
72. Faire bonne impression
73. Une nuit de liberté
74. La Journée de l'amitié
75. Tu m'agresses
76. Cool patate
77. Quand on se sent tout petit
78. Mystère et balle de golf
79. Ne me quitte pas
80. Dur de chez dur
81. Les apparences
82. Le patient inquiet
83. Dans la vie comme dans le sport
84. Soutien moral
85. Cachette et cachotteries
86. Tout un retour!
87. Oh! L'humilité!
88. L'avenir s'en vient vite
89. Écoute-moi quand je te parle pas!
90. Bye bye Mik!
91. Conduire Manuel
92. Valmont s'énerve
93. C'est quoi le problème?
94. Si tu m'offres une glace à la vanille…
95. Au pas, les filles!
96. Moi aussi
97. Camille
98. Pas tous faits pour le rôle
99. Un roux dans la bergerie
100. Un échange épique
101. Se compliquer la vie, non merci!
102. Ça va pas dans le soulier?
103. Vers de terre et haute couture
104. Un souper (plus que) parfait!
105. Nouveaux régimes
106. Le bouche à oreille
107. Nuit blanche
108. Rivalités
109. Lily
110. Cache ton cash
111. Peur pas peur, j'y vais
112. C'est du propre!
113. Vallières vs Boutin
114. Vrooouuum!
115. Kevin
116. Un ballon à la place du cœur
117. Une affaire de famille
118. C'émerveilleux!
119. Rien que la vérité
120. Valmont à l'envers

### Cinquième saison (2012-2013)
1. M
2. Voyante en formation
3. S.O.S
4. Hautes relations
5. M comme macho
6. Ça fait suer
7. Drôles de numéros
8. Rénovations
9. Amour fraternel
10. Tu veux ou tu veux pas
11. Pas comme les autres
12. La grande ouverture… d'esprit!
13. Méchante gang
14. Aux grands maux les grands moyens
15. Hôtel Molina
16. Les clowns
17. Comme des amis
18. Téléphone maison
19. Publicité négative
20. Big bang!
21. Invasion de domicile
22. Fla, fla, flatulence!
23. Rendez-vous manqués
24. L'ultime confrontation
25. Souper forcé
26. Vérité toute nue
27. Jeune mais pas incompétent!
28. Une suite de fuites
29. C'est un « presque » départ
30. Un fan impartial
31. Ceux qui partent, ceux qui restent
32. Feu, feu, joli feu
33. Le rejet réjoui
34. Je mise sur Sam
35. L'effet d'entraînement
36. Une rentrée remarquée
37. Sale bestiole!
38. Nicole, fais-moi peur!
39. Le bon vieux temps
40. Motel Théo
41. Le serpent
42. Statue!
43. Fais pas comme chez vous
44. La fête à la grenouille
45. Je lâche!
46. Punition pour décrochage
47. Lutte à finir
48. Le Party de Nicole
49. Mobilisés!
50. Rapprochements
51. Brunch à foin
52. L'imparfait du présent
53. Fiers, fiers, les boys!
54. Coups d'éclats
55. Mystérieuse Mademoiselle N.
56. Par ici la mairie
57. Familialement vôtre
58. L'habit fait la cheer
59. Vieillir, c'est mourir un peu
60. Pourquoi?
61. Les cœurs brisés
62. Grrrrrr!
63. Un cheveu dans la soupe
64. Un peu de retenue, s'il vous plait!
65. Les 400 coups (de téléphone)
66. Anticipation
67. Tous mes vœux de bonheur
68. Ma sœur, mon miroir déformant
69. L'esprit de Noël
70. Entre ami(e)(s)(es)
71. Le gros bout du bâton
72. Séduction 101
73. L'affaire n'est pas ketchup
74. Décolle, Nicole!
75. Un vrai gars
76. Va-t'en mais reste
77. Le moteur
78. Si tu le dis
79. Bande de jaloux
80. Je panique, tu paniques, il panique
81. Le tout petit centre de l'univers
82. Déguédine, Dideline!
83. Diversité culturelle
84. Deuxième violon
85. Les french canadiens
86. La vérité en face
87. www.Chics&chicks.com
88. Trois bons gars
89. Maintenant ou jamais
90. Pro pas pro, je fais le saut!
91. Rose qui rit, Antony qui pleure
92. Le poids des grenouilles
93. Le b.a-ba du mannequinat
94. Sauve qui peut
95. Une lutte à finir
96. 1+1=2
97. Une deuxième chance
98. Grève familiale illimitée
99. Des grenouilles et un prince charmant
100. Désensibilisation
101. L'amitié a ses raisons
102. La conspiration des grenouilles
103. Tout nouveau, tout faux
104. 15 minutes de gloire
105. Le roi des cons
106. Rose crampon
107. Je, me, mannequin
108. Habitat pollué
109. Trop c'est comme pas assez!
110. Surenchères
111. Rébellion contre Vallières
112. Place au nouveau coach
113. Donnez-moi un Z-É-R-O
114. Face au danger
115. Diamants
116. L'annonce faite à Reda
117. Plus comme avant
118. Père et fils
119. Propositions
120. Le bal est dans le champ

### Sixième saison (2013)
1. Et maintenant, qu'est-ce que je fais ?
2. Pères et impairs
3. En décomposition
4. La fin d'une époque
5. Confidence pour confidence
6. Va savoir…
7. Repartir à zéro
8. Mariages forcés
9. En terrain inconnu
10. Ça roule pas…
11. Marine
12. Marcher dans ses traces
13. Descente de piédestal
14. Chante-moi la pomme
15. Angelina
16. Les indésirables
17. Haut les pouces
18. Mon père est plus lourd que le tien
19. L'invité surprise
20. Coup de fouet
21. Économies de bouts de chandelles
22. La hache de guerre
23. Tu me casses les pieds
24. Il faut qu'on se parle de Théo
25. Feu, fumée, flammèches
26. Des vers et des pas mûrs
27. Tel est pris qui croyait prendre
28. R.I.P.
29. Se donner le droit
30. Les feux de l'amitié
31. Ciao, les parents !
32. Ça déménage !
33. Le plan de Lorane
34. Fiche le camp
35. Rocke ton coloc
36. La grande demande
37. Paris, d'accord
38. Fausses pistes
39. Pique-assiette
40. Le vide
41. Fuir vers l'avant
42. Tiens ça mort
43. Arrête tes clone-ries
44. J'étouffe, tu étouffes, il étouffe…
45. De l'amour et des rats
46. Bienvenue au camp !
47. Le camp de l'amour
48. Somnambule au crépuscule
49. Lorane
50. Diego
51. Carl
52. Frida
53. Rose
54. Théo
55. Samuel
56. La gang

## Personnages

### Personnages apparaissant dans le générique
- Béatrice « Béa » Boutin : Surnommé Béa par tous les habitants de Valmont, Béa est la machine à rumeurs de la ville. Quand on lui dit un secret, elle le répète à tout le monde. Bien intentionnée, mais parfois maladroite, Béa tente toujours de sortir ses amis du pétrin, bien qu'elle empire la situation au lieu de l'améliorer. Côté amoureux, Béa est sortie tout d'abord avec Théo, même si leur relation n'était pas au sérieux. Ils ont rompu parce qu'ils se voyaient mieux en amis qu'en amoureux. Dans la deuxième saison, elle est sortie avec Carl, dont la relation était au sérieux cette fois-ci. Mais Carl lui jouait dans le dos, mais même si Dalie lui disait de ne pas faire confiance à Carl. Bien entendu, Béa ne la croyait pas. Malgré les manigances de Carl, Béa finit par rompre avec ce dernier parce qu'il sortait avec Céleste. Dans la troisième saison, elle se met à la défense des animaux et devient même végétarienne, afin de se trouver une personnalité. Dans cette même saison, elle commence à fréquenter Diego. Elle sort avec Maxime son nouveaux amoureux.Dans l'épisode finale, on apprend que Maxime a trompé Béa.

- Dalie Desmarais-Rondeau : Nommé en l'honneur du peintre Salvador Dalí, Dalie est une perfectionniste, une persévérante et une positive. Elle est passionnée de soccer et elle est la première fille à avoir été dans l'Épik. Ses parents, une femme disciplinée et peintre aux toiles excentriques, et un philosophe ami des plantes qui part en Amérique centrale pour faire de l'aide humanitaire. Quand Reda a été renvoyé de la ligue, Rick Vallières, qui était le directeur de la ligue nationale de soccer, voulait faire des équipes seulement masculines. Grâce à la détermination de Dalie, Rose et elle ont pu continuer à jouer au soccer dans la ligue. D'ailleurs, leur équipe féminine s'appelle l'Unik, ce qui fait un clin d'œil à l'Épik, et Dalie en est la fière capitaine. Côté amoureux, Dalie est tombée amoureuse de Mikaël dès la première fois qu'elle l'a vu (tout comme lui pour elle). Dans la saison 2, elle est sortie avec Mikaël, mais elle a rompu parce qu'il l'avait trahie. Quelques semaines plus tard, ils ont repris mais Dalie l'a trompé avec Samuel, son meilleur ami. Elle a eu du mal à dire à Mikaël qu'elle avait embrassé son meilleur ami (Samuel). Dans la troisième saison, Dalie est en couple avec Samuel. Malheureusement pour elle, dans la troisième saison, ses parents se séparent (pour Dalie, c'est une pause). Samuel va rompre avec elle par la suite. Luc et Jocelyne vont se remettre ensemble. Dans la quatrième saison, Dalie fréquentait un vancouvérois nommé Derek, qui était le petit-ami de Chastity auparavant. Elle rompt avec lui après avoir découvert son arrogance. Elle suit également des cours de jambay (tambour). Dalie et Samuel vont reprendre ensemble après la rupture de Dalie avec Derek, et ils vont vivre une relation fusionnelle jusqu'au début de la saison 5 où Dalie déménage à Montréal pour y faire ses études dans une nouvelle école. Pendant ce temps, Samuel se rapproche de plus en plus de Marjorie, et ils vont finir par rompre car la relation à distance ne fonctionnait pas. Par la suite, Dalie ne fera que de brèves allers-retours à Valmont, car Frédérique Dufort a eu un rôle plus important dans la populaire série québécoise Unité 9.

- Théo St-Cyr : Fils d'un couple abracadabrant, Théo est un rêveur et un philosophe. Il aime les échecs et n'aime pas le soccer, même s'il s'est inscrit dans l'Épik à la première saison. Il a lâché l'Épik une fois dans la deuxième saison mais y est revenu par la suite. La même saison, il les lâchés pour de bon. Dans la troisième saison, Théo voue une passion pour la bande dessinée et pour la course. Du côté de sa famille, Théo est le fils d'un comédien qui possède une personnalité d'adolescent. Sa mère est une productrice de spectacle qui est toujours aux quatre coins du monde. Les parents de Théo se sont séparés, mais ce dernier souhaite qu'ils reprennent. Bien qu'il ne soit pas la principale cible des filles, il lui arrive d'accumuler les conquêtes féminines, auxquelles il ne s'attache d'ailleurs que très rarement. Dans la quatrième saison, Théo aura un béguin pour Abeille, ce qui laisse Clémentine furieuse. Dans la saison 5, il devient très ami avec Maxime, et pour qui Théo va développer des sentiments amoureux, même si Maxime est hétéro et va sortir par la suite avec Béa, la meilleure amie de Théo. Dans l'épisode final, on apprend qu'il a fait son coming-out et qu'il est désormais en couple avec un garçon de son cégep.

- Diego Molina : D'origine argentine, Diego est direct, loyal et généreux. Il doit son nom à Diego Maradona, l'ancien grand footballeur de l'Argentine. Diego joue au soccer depuis qu'il est haut comme trois pommes. Dans la saison 1, il est le capitaine des Crampons, l'équipe rivale de l'Épik. Il quitte les Crampons pour aller rejoindre l'Épik, à cause de son entraîneur, Rick Vallières. Il a été assistant-capitaine pendant quelque temps, mais a laissé tomber son poste d'assistant pour être un simple joueur. Dans la saison 3, Diego est démoli parce qu'il n'a pas été choisi pour le Camp de Sélection AA de Châteaubriant, dirigé par Delphine Renzetti. De plus, sa passion pour le soccer est en train de s'effacer, au désespoir de son père, qui le voyait comme un deuxième Diego Maradona. Diego lâche le soccer. À part le soccer, Diego est déprimé par ses histoires de famille, parce que son père a fugué de l'Argentine pour aller s'installer en Amérique du Nord. Diego a repris contact avec son grand-père Jose (décédé dans la saison 4), au grand dam de son père, parce que Manuel (le père de Diego) et Jose sont en chicane depuis longtemps. Diego est amoureux de Béatrice. Il travaille au resto de ses parents.

- Carl Bresson : À partir de la saison 2. C'est le voisin de Diego. Carl est considéré comme un « coureur de jupons » et un joueur de soccer ambitieux (il fait partie des « Crampons »). Il est sorti tout d'abord avec Béa, mais il ne l'aimait pas comme elle était et la manipulait sans arrêt pour qu'elle change de personnalité pour lui. Elle rompt avec lui lorsqu'elle le voit embrasser une autre fille (Céleste) et aura une brève relation avec elle ainsi que sa plus sérieuse avec Lorane. Elle rompt dans la troisième saison lorsque Carl se met à séduire une autre fille. Dans la quatrième saison, Carl fréquentera Émilie, mais lorsque celle-ci part au Mali pour trois semaines, Carl la "trompe" avec d'autres filles. Quand Émilie le découvre, elle rompt avec lui. À la fin de la saison, il a une liaison secrète avec Lorane. On apprend dans la deuxième saison que son père est homosexuel, mais on découvrira son jeune frère Mathis dans la troisième saison ainsi que ses parents dans la quatrième. Il devient de plus en plus important dans la saison 4.

- Samuel Langevin : Tout comme Rose, Samuel a été un orphelin. Vigilant, protecteur et sensible, il a été adopté par Suzanne alors qu'il avait deux ans. Il aime bien sa famille si spéciale: au mieux de sortir les vidanges, il cueille des vers de terre et nourrit des abeilles. Samuel est un leader naturel et c'est pour ça qu'il est le fier capitaine de l'Épik. Cependant, deux joueurs font leur entrée dans l'Épik : Diego, l'ex-capitaine des Crampons, venu rejoindre l'Épik, mais Samuel pensait qu'il s'agissait d'une ruse des Crampons afin de voler les méthodes de Reda, et Rose, sa presque sœur, que Samuel ne supporte pas chez lui, et encore moins dans son équipe. Il a fini par les accepter tous les deux. Du côté amoureux, Samuel a eu un coup de foudre pour Chastity, la correspondante canadienne anglophone de Dalie. Il a réalisé que sa relation avec Chastity n'était pas réciproque, parce qu'elle habite à Vancouver et qu'elle a déjà un copain. Alors, il a perdu espoir. Samuel a embrassé Dalie à la fin de la saison 2, alors qu'elle était en couple avec Mikaël. Depuis, Samuel s'est épris de Dalie et finit par sortir avec elle dans la troisième saison. Ils ont rompu dans la moitié de la saison mais Sam avait toujours des sentiments pour Dalie. Lors d'un match de soccer, Samuel subit une grave blessure au genou qu'il l'empêche de jouer au soccer. Lui et Dalie reprennent dans la quatrième saison et dans cette même saison, il subit une opération à son genou. Samuel souffre de somnambulisme et est également atteint d'un tic de langage. Dans la saison 5, Sam développe une amitié étroite avec Marjorie.

- Rose Boucher : Abandonnée depuis l'âge de cinq ans, Rose est allée dans des tas de familles d'accueil. Mais c'est avec les Langevin que Rose a trouvé sa vraie famille. Rose est une fille un peu marginale, méfiante, rebelle et orgueilleuse. Elle s'intéresse aux choses laides et sa chambre est affreuse. De plus, elle aime les arts sous toutes ses formes et s'intéresse aux graffitis. Rose est comme une hybride, ce qui veut dire qu'elle est mi-ange mi-démon, parce qu'elle a parfois mauvais caractère et a l'habitude de se fâcher facilement. Par contre, c'est tout de même une bonne amie, malgré sa vigilance. Pour mieux s'intégrer à la gang de Valmont, Rose s'est inscrite dans l'équipe de handball, où elle fait la rencontre de sa nouvelle meilleure amie Marie-Abeille, mais devra faire face à Lorane, la capitaine de l'équipe, qui est une vraie chipie. À cause de Lorane, Rose quitte l'équipe de handball pour devenir la gardienne de but de l'Épik. Quand Vallières a renvoyé Rose et Dalie de la ligue, Rose aide Dalie à créer une équipe féminine nommée l'Unik. Son arrivée a l'école secondaire la bouleverse, y compris dans les mathématiques. C'est aussi le plus jeune personnage. Dans la saison 5, Rose va commencer à fréquenter Anthony mais il va rompre avec elle après qu'elle a embrassé impulsivement Simon-Pierre pour qui Rose a le béguin.

### Autres personnages importants
- Lorane Quesnel : Fille de Rick Vallières, elle est reconnue pour être la « chipie » de Valmont. Tout d'abord capitaine de l'équipe de handball dans les deux premières saisons, elle devient par la suite membre de l' « Épik », mais elle n'est restée que brièvement après avoir menti à son entraîneuse. Dans la première saison, elle tombe amoureuse de Mikaël et finit par avoir une brève relation avec lui, mais celui-ci la laisse car il avait encore des sentiments pour Dalie. Dans la deuxième, elle tombe amoureuse de Carl, qui était en couple avec Béa. Les deux semblaient avoir des sentiments l'un pour l'autre, mais Lorane essayait de les cacher en raison de son orgueil. Après que Carl rompt avec Céleste, Lorane finit par sortir avec ce dernier, mais après sept mois de couple, elle le laisse lorsqu'il s'est mis à séduire une autre fille dans la troisième saison. Ses parents se séparent dans la quatrième saison, mais elle reste chez son père. Dans cette même saison, elle aura le béguin pour Philémon, le frère de son amie Clémentine, mais ce n'est pas réciproque. Sa mère Lorette ne vit plus avec son père Rick Vallières.

- Frida Demarais-Rondeau : Très différente de sa grande sœur, Frida trouve parfois lourd de toujours être comparée à la perfection de Dalie. C‘est pourquoi elle prend de plus en plus sa place, non pas sans inquiéter Luc et Jocelyne. Elle a même réussi à agrandir son cercle d’amis : Mathis et Nicole, une petite nouvelle qui ne fait pas l’unanimité. Gageons qu’ils entraîneront Frida dans des aventures qu’elle n’avait pas prévues cette année. Elle aime secrètement Henri Dumais, mais on ne le découvre qu'à la fin de la saison 6, car elle ignorait et même repoussait les avances maladroites du garçon auparavant. Ils ne sortent ensemble qu'à l'un des derniers épisodes de la saison 6.

- Clémentine Delorme : À partir de la saison 2. C'est la petite sœur de Philémon et l'amie de Lorane. Clémentine est une coureuse de course à pied orgueilleuse et qui comprend les autres. C'est la fille d'un psychiatre et d'une psychologue. Elle se lie rapidement d'amitié avec Théo avec qui elle partage beaucoup de points en commun, notamment leur passion pour la course à pied. Clémentine aide parfois Théo avec ses dessins de bande dessinée. Elle ne s'entend pas très bien avec ses parents, généralement sa mère et se dispute souvent avec eux. À la fin de la troisième saison, sa relation avec Théo devient ambiguë puisqu'elle commence à avoir des sentiments pour lui alors que celui-ci ne ressent pas la même chose. Ils se disputent violemment et une rivalité commence entre les deux. Dans la quatrième saison, ils sont toujours rivaux et Clémentine essaye même de rivaliser Théo avec son party, mais son plan tombe à l'eau. Ils semblent se réconcilier plus tard, mais leur relation reste toujours ambiguë.

- Henri Dumais : À partir de la saison 3. Lors de sa première apparition, il est considéré comme un garçon sauvage et sarcastique, mais lorsque Diego est déprimé de ne pas avoir été sélectionné pour l'équipe AA de Chateaubriant, il se lie d'amitié avec lui et on découvre qu'il est passionné par le soccer et qu'il désirait avoir un autographe des joueurs de l'Épik. Diego lui donne des cours de soccer. Mais beaucoup de mystères flottent autour de ce jeune garçon qui flâne aux abords du terrain de soccer. Même s’il est secret et lunatique, on peut deviner qu’un grand cœur se cache derrière ce regard un peu sauvage. Comme la vie ne semble pas très joyeuse à la maison, Henri préfère se balader dans les rues de Valmont, plutôt que de rentrer chez lui avec sa mère. On découvre que sa mère est plutôt alcoolique et sort dans les bars tard le soir. Dans la saison 4, il est mis chez les Langevin par la DPJ avant de retourner chez sa mère Mélanie à la moitié de la saison. Il commence à aimer Frida Desmarais-Rondeau à partir de la saison 4 et lui fait maintes avances, sans résultats. Ce n'est qu'à la fin de la saison 6 qu'il prend son courage à deux mains et encouragé par sa mère qu'il s'en va chez elle et lui déclare sa flamme, à genoux devant sa belle, et l'embrasse enfin. Il lui demande s'ils sortent ensemble. Malheureusement, celle-ci lui rappelle qu'elle déménageait à Montréal dans 3 heures et qu'ils ne pourraient donc pas former un couple bien qu'elle l'aime aussi, car elle ne voulait pas que ça fasse comme le couple de Dalie et Samuel. Il repart, abattu. Il revient juste quelques minutes avant le départ définitif de celle qu'il aime et apprend qu'elle avait changé d'idée, que leur amour détruira même la distance et il l'embrasse passionnément, au comble de la joie et ayant enfin eu ce qu'il souhaitait le plus au monde; l'amour de Frida.

- Zoé Rouleau : À partir de la saison 3. Fraîchement déménagée, Zoé ne tarde pas à faire sa marque à Valmont. C’est une jeune fille dynamique, motivée et un peu téméraire, qui bouscule tout sur son passage. Pas étonnant que Rose et elle soient devenues des amies presque instantanément. Bien qu’elle ne soit pas très grande, il n’est pas suggéré de se mettre sur son chemin. Élevée à Montréal, elle s’ennuie un peu de la vie trépidante de la ville et cherche toujours à mettre un peu de piquant dans son quotidien. Pas surprenant qu’elle soit à l’origine de quelques mauvais coups et qu’elle entraîne parfois les autres avec elle.

- Antony Simard  : à partir de la saison 4. Il change d'équipe avec Mathis pour venir dans lepik. Il devient amie avec rose, Zoé et henri. Antony a commencé à avoir un kick sur rose. Quand elle lui dit qu'elle n'est pas intéressée, ils sont restés amis. Puis dans la saison 5, ils ont commencé à sortir ensemble. Mais vont finir par casser à cause d'une histoire débile.

## Distinctions

### Récompenses
- 2009 : Prix Gémeaux de la meilleure émission ou série jeunesse: fiction
- 2009 : Prix Gémeaux du meilleur site web pour une émission ou série jeunesse
- 2010 : Prix Gémeaux de la meilleure émission ou série jeunesse fiction
- 2010 : Prix Gémeaux de la meilleure réalisation jeunesse fiction (Stephan Joly)
- 2010 : Prix Artis du meilleur acteur d'émission jeunesse (Guy Jodoin)
- 2010 : Grand Prix d'Excellence du meilleur épisode d'émission jeunesse (La vie en rose)
- 2011 : Prix Gémeaux de la meilleure émission ou série jeunesse fiction
- 2011 : Prix Gémeaux du meilleur site Web jeunesse
- 2011 : Prix Gémeaux du meilleur texte jeunesse fiction (Alex Veilleux)
- 2011 : Prix Gémeaux de la meilleure réalisation jeunesse fiction (Claude C. Blanchard)
- 2011 : Prix Gémeaux de la meilleure interprétation premier rôle- Jeunesse (Frédérique Dufort)

### Nominations
- 2009 : Prix Gémeaux du meilleur texte jeunesse (Vincent Bolduc)
- 2010 : Prix Gémeaux du meilleur texte jeunesse (Vincent Bolduc)
- 2010 : Prix Gémeaux du meilleur premier rôle jeunesse (Pier-Luc Funk)
- 2010 : Prix Gémeaux du meilleur rôle de soutien jeunesse (Micheline Bernard)
- 2010 : Prix Gémeaux du meilleur site web pour une émission ou série jeunesse
- 2011 : Prix Gémeaux de la meilleure interprétation rôle de soutien- Jeunesse (Laetitia Isambert-Denis)
- 2011 : Prix Gémeaux de la meilleure interprétation rôle de soutien- Jeunesse (Micheline Bernard)